# Monteille
Monteille település Franciaországban, Calvados megyében. Lakosainak száma 150 fő (2018. január 1.). Monteille Cambremer, La Houblonnière, Lécaude, Le Mesnil-Mauger, Notre-Dame-de-Livaye és Saint-Loup-de-Fribois községekkel határos.

## Népesség
A település népességének változása:
| Lakosok száma | 115  | 102  | 126  | 131  | 163  | 153  | 152  | 157  | 152  | 150  |
|               | 1968 | 1975 | 1982 | 1990 | 1999 | 2011 | 2013 | 2015 | 2017 | 2018 |